# مستصفرة أليفة الأشجار
مستصفرة أليفة الأشجار (الاسم العلمي: Xanthomonas arboricola) هي نوع من البكتيريا يتبع جنس المستصفرة من الفصيلة المستصفرية.